# 杜埃基雷
16°34′25″N 3°22′19″W / 16.57361°N 3.37194°W
杜埃基雷（法語：Douékiré），是馬里的城鎮，位於該國中部，由通布圖區的貢達姆省負責管轄，面積1,422平方公里，海拔高度278米，2009年人口17,401，人口密度每平方公里12人。